# David Simaleavich
David Simaleavich (Danbury (Connecticut), 31 juli 1952) was een tussen 1974 en 1991 in Nederland werkzame boekbinder, oprichter van Binderij Phoenix en uitgever van de Phoenix Editions en Dirty Trix.

## Loopbaan
Simaleavich werkte al als boekbinder in Amerika alvorens in het voorjaar van 1974 te gaan werken bij enkele Amsterdamse boekbinderijen. In 1977 richtte hij samen met Hans van der Horst de Eenhoorn Binderij op. Eind 1980 eindigde hun samenwerking. Simaleavich richtte op 1 april 1981 zijn eigen Binderij Phoenix op. Phoenix werd al snel de belangrijkste boekbinderij in Nederland, met name als het ging om de luxe edities van de voornaamste bibliofiele uitgeverijen als Sub Signo Libelli of de Regulierenpers.
Op 1 april 1983 vierde hij het tweejarig bestaan met een expositie van werk van de drukpers Sub Signo Libelli die werd geopend door Boudewijn Büch.
In 1985 verscheen April's fool, een luxe catalogus van werk van Simaleavich dat getoond werd bij een tentoonstelling in Utrecht die geopend werd op 31 maart 1985; van deze uitgave werden 400 exemplaren gedrukt, waarvan 44 in luxe overslagband gebonden door Phoenix zelf en aan deze uitgave had ook Paul Snijders, als employé, meegewerkt. Ter gelegenheid van de opening verscheen ook de uitgave van William Shakespeare, The Quintessence of Dust, gedrukt door margedrukker Peter Yvon de Vries, en met een ets van Hans Abbing, in een oplage van 100 genummerde exemplaren.
Simaleavich had contacten met veel bibliofiele drukkers en ook met schrijvers als Gerrit Komrij en Boudewijn Büch.
In 1991 verkocht hij Binderij Phoenix aan Philipp Janssen, na al eerder zijn omvangrijke verzameling bibliofiele edities te hebben verkocht en verliet Nederland om zich in Californië te vestigen. Zijn archief werd geveild in november 1991 bij Bubb Kuyper Veilingen.

### Uitgeverij
In 1982 richtte Simaleavich de uitgeverij Phoenix Editions op en in datzelfde jaar verscheen op zijn verjaardag zijn eerste uitgave, van Anaïs Nin. Verder verzorgde hij uitgaven van Dirty Trix en Amor Vincit.